# 빌 러셀
윌리엄 펠턴 "빌" 러셀(영어: William Felton "Bill" Russell, 1934년 2월 12일~2022년 7월 31일)은 전 미국의 프로 농구 선수이며, NBA의 방어적 개념들에 혁명을 일으킨 기괴한 슛블로커로 1960년대의 보스턴 셀틱스 왕조의 근본 이념이었다.  5회의 NBA MVP와 12회의 올스타로 이 모난 센터 선수는 커리어에 21,620개의 경력 리바운드와 22.5의 평균을 수집하여 리바운드에서 리그를 4회나 이끌었다.    그는 한 경기에서 51개와 다른 2개의 경기에서 49개의 보드, 그리고 1,000개 이상의 리바운드의 12개 연속적 시즌을 가졌다.
그의 많은 개인적 영예들은 잘 받을 만하였으나 그것들은 다만 팀 활약에서 러셀의 철학의 성관들일 뿐이었다.  그의 거대한 성취들은 자신의 13개의 시즌에서 셀틱스를 11회의 우승으로 가져왔다.  1980년대에 마이클 조던의 향상이 있을 때까지 러셀은 NBA 역사상 거대한 선수로서 많은이들에 의하여 환호되었다.
저서로 자신의 인생과 전망을 논의한 《영광을 지원하며》(1970년)와 《두 번째의 바람》(1979년)이 있다.

## 어린 시절

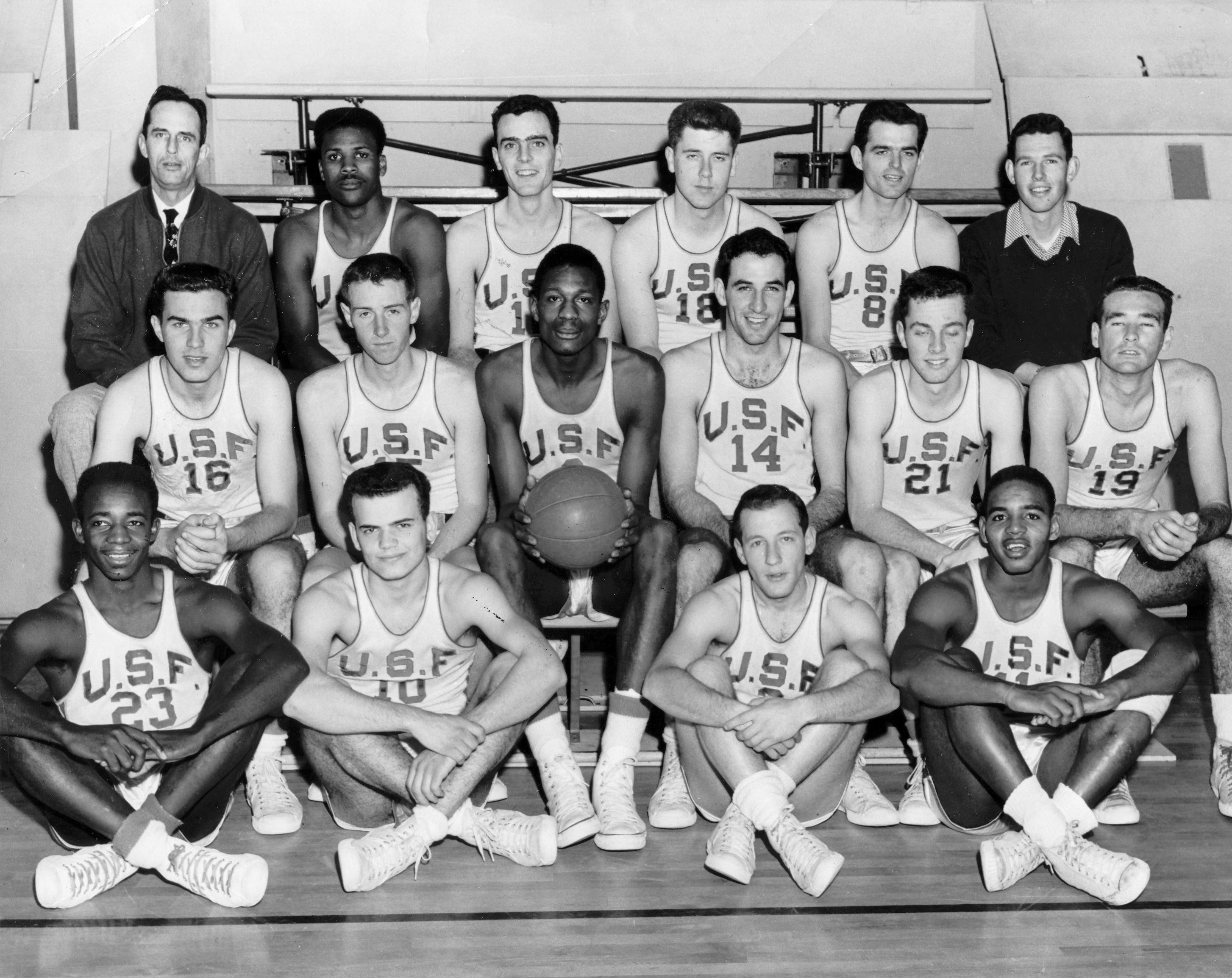
1955년 NCAA 선수권을 우승한 샌프란시스코 돈스와 함께(2번째줄 중앙이 주장을 맡은 러셀)

루이지애나주 먼로에서 태어나 가족과 함께 캘리포니아주 샌프란시스코 베이 에어리어로 이주하여 오클랜드에 있는 맥클라이먼즈 고등학교에서 수학하였다.그는 맥클라이먼즈 농구 팀에 서투르고 뛰어나지 않은 센터였으나 그의 수완은 자신이 번영한 샌프란시스코 대학교에서 활약하는 데 그에게 장학금을 마련하였다.
러셀은 6 피트 9 인치로 자라나고 그는 샌프란시스코 돈스를 56개의 연속적 승리와 2회의 NCAA 선수권(1955년, 1956년)으로 이끄는 데 가드 K. C. 존스와 팀을 이루었다.  러셀은 1955년 NCAA 토너먼트의 가장 두드러진 선수로 임명되었다.
자신의 3년간 대학 시절에 러셀은 20.8 포인트와 20.3 리바운드를 평균하였다.  자신의 시니어 시즌에 그는 방어적 말기에서 경기를 통제할 수 있던 지배적인 수단으로 성숙해졌다.

## 1956년 NBA 드래프트
1956년 NBA 드래프트가 접근하면서 보스턴 셀틱스의 감독이자 총지배인 레드 오워바크는 자신의 정렬에 러셀을 추가하는 데 열망하였다.  오워바크는 가드들 밥 카우지와 빌 셔먼, 그리고 소형의 센터 에드 매콜리의 주위에 최고 득점의 공격적 기계를 지었으나 그는 셀틱스를 챔피언십 품질의 클럽으로 변형시키는 데 필요한 방어와 리바운드를 집합시킬 수 없었다.  오워바크가 느낀 러셀은 퍼즐에 놓쳐진 조각이었다.
하지만 재작년에 자신들이 2위를 한 이유로 셀틱스는 러셀을 얻는 데 드래프트에서 선발되는 데 너무 늦었다.  그리고 오워바크가 홀리 크로스의 스타 톰 하인손을 붙잡는 데 지역적 선발을 이용하고 싶었기 때문에 셀틱스는 전부 그 첫 라운드 선발을 상실하려고 하였다.  그래서 오워바크는 이적을 생각하기 시작하였고, 드래프트에서 2번째 전체 선발을 소유한 세인트루이스 호크스에 자신의 전망들을 세웠다.
첫 선발은 로체스터 로열스에 소속하였으나 그 팀은 이미 어린 리바운더 모리스 스탁스를 이미 약속하였고, 오워바크는 로열스의 소유자 레즈 해리슨이 자신이 의문하였던 2만 5천 달러의 계약 보너스를 러셀에게 내지 않을 것을 알았다.  로체스터는 5개의 다른 팀들과 리그에서 9개의 시즌을 활약한 가드 시휴고 그린을 선발하였다.
호크스의 소유자 벤 커너는 이적을 이야기하는 데 기꺼이 하려고 했으며 비결은 매콜리였다.  6 인치 8 피트의 센터는 그 점에서 6회의 올스타였고, 자신이 자라오고 그러고나서 그 대학에 나온 세인트루이스에서 지방적 영웅이었다.  오워바크는 만약 자신이 러셀을 얻고 있었다면 매콜리를 포기할 여유가 있었으나 그 일은 커너가 이적으로 동의한 혼합에서 신인 선수 클리프 헤이건을 추가하는 데 셀틱스가 동의할 때까지 있지 않았다.  거래는 1958년 호크스를 챔피언십으로 데려왔으나 셀틱스에게 왕조를 가져왔다.
같은 드래프트에서 셀틱스는 1956년~57년 시즌을 위한 NBA 신인 선수가 될 하인손과 러셀의 대학 동료 선수 K. C. 존스를 추가하였다.
러셀은 자신이 11월 멜버른 올림픽에서 금메달을 획득한 미국 올림픽 농구 팀의 일원이었던 이유로 12월까지 셀틱스에 가입하지 않았다.  48개의 경기들을 활약한 그는 자신이 한 경기에 14.7 포인트를 득점하는 동안 리그에서 최고의 평균인 한 경기에 19.6 리바운드로 떨어뜨렸다.

## 프로 경력

### 1956년~59년:초기 경력
러셀, 하인손, 카우지, 셔먼과 짐 로스커토프로 이루어진 셀틱스의 출발 선수 5명은 높은 옥탄의 일단이었다.  그들은 1956년~57년 시즌에 NBA에서 최고의 정규 시즌 기록을 게시하여 플레이오프들을 통하여 수월하게 통과하여 밥 페티트의 세인트루이스 호크스를 상대로 결승전에서 육중한 우승 후보였다.  팀들은 시리즈가 보스턴에서 열린 드라마적인 7번째 경기로 내려올 때까지 승리들을 이적시켰다.  하인손은 셀틱스를 위하여 37 포인트를 득점하였으나 팀은 몸을 뗄 수가 없었다.  호크스에 의한 마지막 초의 득점들은 경기를 연장전으로, 그러고나서 2번째 연장전으로 보냈다.  셀틱스는 결국 자신들의 첫 NBA 챔피언십을 위하여 125 대 123으로 이겼다.
시즌의 단 하나의 부분에 러셀은 셀틱스와 프로 농구에 새로운 요소들을 추가하였다.  이전의 몇년 동안 셀틱스는 둘다 훗날의 명예의 전당 헌액자들인 20 포인트 득점자 카우지와 셔먼에 의하여 이끌어진 멈출 수 없는 공격적 기계로 지내왔다.  그러나 셀틱스는 다 이기는 데 리바운드와 방어가 부족해왔다.  이제 러셀은 방어적 예술성의 새로운 수준을 가져와 블록슛과 함께 상대 선수들을 협박하고 경기를 지배하는 데 득점자를 가져가지 않은 것을 증명하였다.
자신들의 챔피언십에 의하여 격려된 셀틱스는 1957년~58년 시즌으로 출발하는 데 14개의 연속적 경기들을 우승하고, 계속 굴러갔다.  NBA에서 자신의 첫 전임적 시즌에 러셀은 명령을 택하여 22.7 리바운드와 함께 리그를 이끌었다.  필라델피아 워리어스를 상대로 시즌의 초기에 그는 32개를 잡으면서 절반에 리바운드를 위한 NBA 기록을 세우고, 경연 대회를 위하여 49개와 함께 감아 올렸다.  자신이 완고하고 영속성 있어도 호리한 러셀은 근육미를 가진 남성이 아니었다.  그의 리바운드 솜씨는 슛이 외륜으로부터 떨어져 나와 공으로 빠르게 움직이는 곳에서 예상된 자세로부터 끌어내졌다.  그의 경기는 육체적인 만큼 가장 분석적이고, 정신적이었다.
셀틱스는 그해 리그의 최고 정규 시즌 기록을 게시하여 49 승 23 패에서 이스턴 디비전에 정상으로 끝냈다.  그러고나서 팀은 41 승 31 패와 서부를 우승한 호크스와 리매치를 위한 NBA 결승전으로 돌아왔다.  팀들은 보스턴 가든에서 첫 2개의 경기들을 갈랐으나 3번째 경기에서 러셀이 발목 부상을 당할 때 셀틱스의 행운들은 폭락하였다.  러셀이 무효적인 휴식을 취하면서 호크스는 그 경기와 시리즈를 가져가는 데 다음 3개의 경기들 중 2개를 우승하였다.
러셀은 1957년~58년 시즌을 위한 NBA의 MVP로 투표되었다.  기묘하게 충분하던 그는 올NBA 세컨트 팀 만으로 임명되었다.  사실 러셀이 리그의 MVP로 투표된 5년의 세월 동안 그는 2회 만의 올NBA 퍼스트 팀으로 이루었다.  +
1958년~59년 시즌에 러셀은 NBA의 리바운드 지도 선수로서 되풀이하여 한 경기에 23.0 리바운드를 쥐어잡아 최소한 23 보드에서 자신이 평균한 7개의 연속적 캠페인들 중의 처음이었다.  러셀은 또한 경기와 시즌 둘다의 안에서 비판적인 순간들에 자신의 노력을 넓히는 것으로 알려졌다.  결과로서 그는 플레이오프들이 열리는 동안 전형적으로 그의 리바운드 수를 향상시켰고, 1959년 포스트시즌에 그는 한 경기에 27.7 보드로 내렸다.
셀틱스는 3연속 시즌을 위하여 NBA 결승전에 도달하여 미니애폴리스 레이커스를 4개의 경기들에서 휩쓸면서 타이틀을 다시 얻었다.  시리즈에서 러셀은 29.5 리바운드와 함께 결승전 기록을 세우고, 그는 프로 스포츠의 역사상 거대한 챔피언십 운영을 발포하는 도움을 주었다.  셀틱스의 1959년 타이틀은 8개의 연속적 NBA 챔피언십의 전례가 없고 동등하지 않은 연발을 시작하였다.
흥미있게도 러셀이 실력있는 공격적 선수로 숙고되지 않았어도 그는 선발적인 슈팅 선수였고, 자신의 초기 세월들은 필드골 퍼센티지에서 NBA의 톱 5 중에 정규적으로 순위에 놓였다.  1958년~59년 시즌에 예를 들어 그의 .457 마크는 리그에서 2위였다.

### 1959년~66년:윌트 체임벌린과 경쟁

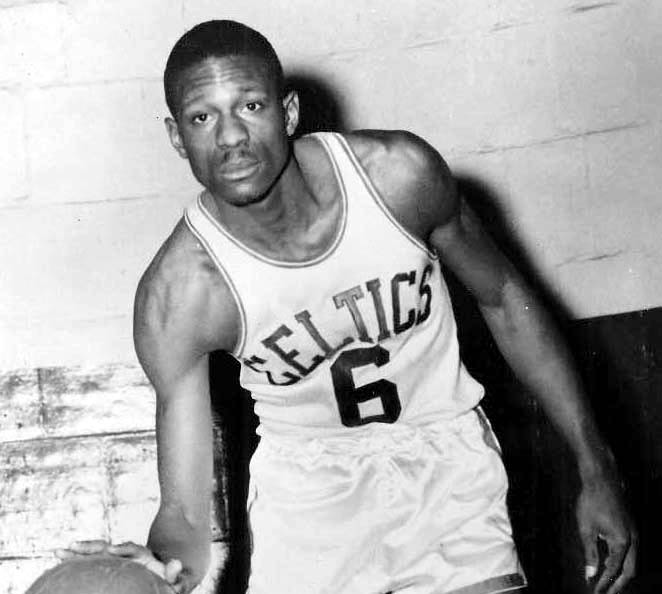
1960년 경의 러셀

러셀의 거대한 적 윌트 체임벌린이 NBA에 들어가 1959년~60년 시즌을 위하여 워리어스에 가입하여 10년간 장기적 경쟁을 세웠다.  누가 거대한 선수들이었나에 토론은 더욱 오래갔다.  체임벌린은 둘이 접전으로 간 시기 동안에 놀라운 수를 놓았으나 러셀은 자신의 첫 10개의 시즌에 보스턴 가든에서 셀틱스가 9개의 NBA 챔피언십 깃발을 걸으는 도움을 주었다.
체임벌린은 자신의 첫 시즌에 득점(37.6 포인트)에서 리그를 이끌고, 27.0 대 24.0으로 러셀로부터 리바운드 타이틀을 가져갔다.  셀틱스의 센터는 그 시즌에 시러큐스 내셔널스를 상대로 자신이 51개의 리바운드로 내릴 때 하나의 기괴한 경기를 가졌다.  그 일은 다음 시즌에 셀틱스를 상대로 체임벌린의 55개 뒤로 NBA 역사상 2번째로 최고의 리바운드 성과로서 랭킹에 놓였다.
체임벌린은 거대하였으나 셀틱스가 더 나았다.  그 시즌에 그들은 17개의 연속적 승리들에 하나의 포인트에서 59 승 16 패로 자신들의 정규 시즌 기록을 향상시켰다.  그들은 디비전 결승전에서 체임벌린과 워리어스를 탈락시키고 1960년 NBA 결승전에서 호크스를 만났다.  러셀은 타이틀 시리즈에서 자신의 활약을 올려 2번째 경기에서 40개의 리바운드와 함께 NBA 결승전 기록을 세웠다.  호크스는 7개의 경기들로 시리즈를 넓혔으나 러셀은 7번째 경기를 지배하여 셀틱스가 122 대 103으로 이기고 자신들의 2연속 챔피언십을 알아차리면서 22 포인트와 35 리바운드를 공헌하였다.
러셀은 방어가 보이던 NBA에 방향을 바꾸고 있는 동안 리그는 체임벌린이 방향을 이끌면서 아직도 도망 공격의 시기에 나타났다.  방어 경향의 셀틱스마저 124.5 포인트를 평균하였다.  경기에 러셀의 충격은 정말로 NBA 통계치들을 통하여 추적할 수 없다.  블록슛은 1973년~74년 시즌까지 공식적인 통계치가 아니었고, 리그는 같은 시즌까지 공격적이고 방어적인 보드 사이에 구별되지 않으면서 총리바운드 만을 기록하였다.
러셀은 명확하게 이해된 방향들에서 경기에 혁명을 일으켰다.  그의 후프로 몰아지는 상대로 수비하는 데 자신의 선수에게 맡기고 처리하는 능력이 뛰어 일어나고 있었다.  그는 슛을 막고 바꾸는 데 큰 새처럼 레인을 가로지르는 급습에서 비길 데가 없었다.  셀틱스 방어 선수들의 나머지는 자신들의 선수를 러셀에 좁은 통로를 통과하기 시작하고, 그가 뒤에서 어렴풋이 나타나기로 알려진 자신들의 주위 방어와 함께 더욱 대담해졌다.
바스켓 근처에 슈터들을 대항하면서 활약된 이 경기들의 전부는 러셀의 인상적인 존재를 느끼기 시작하면서 분쇄된 영향을 가졌다.  더욱 나가서 러셀의 방어적 활약에 다른 센터들이 자신들 소유의 방어적 활약의 모형을 만들기 시작하였고, 자신들이 그것만큼 실력이 없어온 동안 그 일은 활약된 경기들에 방향을 바꾸었다.  흥미있게도 러셀의 활약 스타일은 또한 셀틱스의 공격에 원기를 회복하였다.  많은 셀틱스의 포인트들은 이제 러셀이 방어적 리바운드를 뽑아내고 카우지에게 방출의 패스를 발포할 때 왔다.
셀틱스 왕조는 오워바크 아래 그 자신을 설립하기 시작하고 있었고, 보스턴 셀틱스와 NBA 챔피언은 10년간이 진보하면서 각별이 같은 것을 나타냈다.  팀은 많은 거대한 선수들과 함께 다재능적이었으나 영구적인 이미지는 러셀이 자신의 어깨의 근소한 군살로부터 자신의 머리가 밀어지며, 그의 눈이 코트에 시력을 맞추고, 그의 긴 왼쪽 팔이 슛을 빗나가게 하는 데 끄는 것이었다.  1960년~61년 시즌에 셀틱스는 다시 타이틀을 우승하였꼬, 러셀은 자신의 3연속 MVP 상들 중 처음으로서 NBA의 MVP로 임명되었다.
다음 시즌인 1961년~62년은 러셀이 자신의 경력 사상의 18.9 득점 평균을 등록하는 것을 보았다.  체임벌린의 개인적 성취들은 마음을 펄쩍 뛰게 하였는 데 그는 팀 경향의 셀틱스가 톱 10에서 아무도 놓지 않은 동안 50.4 포인트를 평균하면서 득점 타이틀을 우승하였다.  MVP를 위하여 투표된 NBA 선수들은 체임벌린에 러셀을 선택하였다.
셀틱스는 1962년 NBA 드래프트에서 또다른 훗날의 명예의 전당 헌액자 존 하블리첵을 추가하고, 1962년~63년 시즌의 말기에 은퇴로 밥 카우지를 잃었다.  해마다의 과정이 되었던 것에서 셀틱스는 1963년 그 5번째 연속적 NBA 타이틀을 우승하였고, 러셀은 자신의 3연속 MVP 상을 수상하였다.
전설적인 센터는 후에 1963년~64년 시즌의 셀틱스 팀을 자신 시기의 최고로 불렀다.  그 일이 공격에 단지 유능하였어도 그는 그 일이 그런 최고의 방어적 일단으로 느껴졌다.  러셀은 자신의 사상 최고의 24.7과 함께 다시 한번 리바운드에서 리그를 이끌었다.  셀틱스는 결승전에서 샌프란시스코 워리어스를 5개의 경기들에서 휩쓸어 자신들의 6연속 타이틀을 가져갔다.
1964년~65년 시즌에 러셀은 NBA의 리바운드 지도자로서 되풀이하여 그 시즌에 디트로이트 피스톤즈를 상대로 한 경기에 49 리바운드를 포함한 24.1을 수집하였다.  그는 또한 한 경기에 5.3과 함께 어시스트에서 리그 5위를 하였다.
시즌의 가장 드라마적인 순간들은 체임벌린과 필라델피아 세븐티식서스를 상대로 5초가 남으면서 셀칙스가 110 대 109로 이길 때 이스턴 디비전 결승전의 7번째 경기에 왔다.  러셀의 인바운드 패스는 전선으로 성원된 바스켓을 쳐 시계에 시간이 안 남으면서 식서스에게 볼을 주었다.  세븐티식서스의 할 그리어는 쳇 워커에게 인바운드 패스를 하였으나 하블리첵이 승리를 보증하는 데 공을 훔쳤다.
로스앤젤레스 레이커스를 상대로 NBA 결승전은 셀틱스가 5개의 경기들에서 챔피언십을 주장하면서 거의 점강적이었다.  그 시즌에 자신의 활약으로 러셀은 자신의 5번째이자 최종의 NBA MVP 상을 수상하였다.

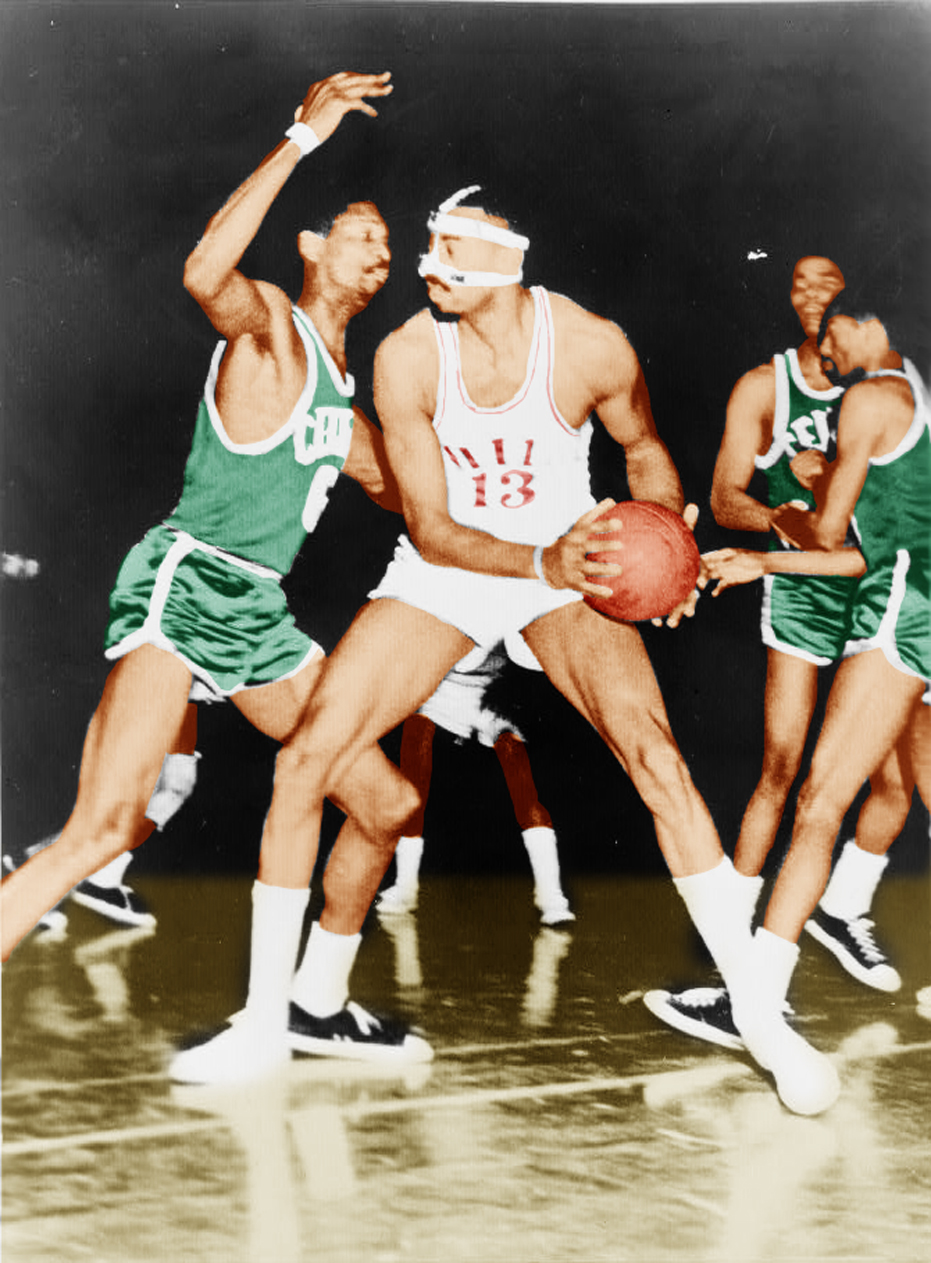
필라델피아 세븐티식서스를 상대로 경기에서 윌트 체임벌린을 방어하는 러셀(1966년)

### 1966년~69년:선수 겸 감독
1965년~66년 시즌에서 또다른 NBA 챔피언십에 이어 오워바크 감독이 은퇴하고, 이어진 시즌에 러셀이 선수 겸 감독으로 차지하여 리그에서 첫 아프리카계 미국인 감독이 되었다.  그는 셀틱스를 60 승 21 패의 정규 시즌 기록으로 이끌었으나 셀틱스는 자신들이 이스턴 디비전 결승전에서 강력한 세븐티식서스에게 패할 때 결국적으로 자신들의 챔피언십의 일렬이 끊어졌다.  세븐티식서스는 정규 시즌에서 68 승 13 패로 가고, 리그의 최고 중의 하나로 숙고되어 NBA 결승전으로 진출하는 데 5개의 경기들에서 셀틱스를 휩쓸었다.
1년의 균열 후, 셀틱스는 1967년~68년 시즌에 형성으로 돌아와 러셀의 지도 아래 챔피언십을 다시 움켜쥐었다.  이스턴 디비전 결승전에서 팀은 체임벌린과 세븐티식서스와 함께 7번째 경기를 강요하는 데 2개의 경기 부족으로부터 돌아왔다.  러셀이 차지할 때 34초가 남으면서 셀틱스는 97 대 95로 앞서고 있었다.  그는 파울슛을 가라앉히고, 워커에 의한 슛을 블록하고, 그리어가 놓친 리바운드를 잡아 100 대 96의 승리에서 최종의 바스켓을 이룬 샘 존스에게 공을 전달하였다.  그러고나서 셀틱스는 NBA 결승전에서 레이커스를 6개의 경기들에서 꺾었다.
1968년~69년 시즌은 더욱 만족시켜졌다.  나이 든 셀틱스는 48 승 49 패의 기록과 함께 간신히 플레이오프들로 이루고, 그러고나서 포스트시즌에서 격노를 잡았다.  선수 겸 감독으로서 러셀의 3번째 해에 셀틱스는 타이틀을 위한 7개의 경기 전투에서 체임벌린을 획득한 레이커스를 꺾으면서 NBA 챔피언으로서 되풀이하였다.  거대한 셀틱스의 지도적 선수는 은퇴하여 13년 동안 팀을 11개의 챔피언십으로 지도하였다.  러셀은 21,620개의 리바운드를 수집하여 NBA 역사상 체임벌린의 23,924개에 2위이다.

## 감독 경력
1973년 러셀은 시애틀 슈퍼소닉스의 총감독과 총지배인으로서 떠올랐다.  그는 재작년에 26개의 경기들 만을 우승한 팀을 대려가 우승하는 통로에 놓으며 다음 시즌에 26개의 승리들로 기록하고, 그러고나서 1974년~75년 시즌에 플레이오프 위치를 얻는 데 43 승 39 패의 기록을 수집하였다.  그러나 러셀은 자신의 팀의 개념을 기꺼이 받아들이는 데 선수들의 반항에 좌절되었다.  어떤이들은 문제는 러셀 자신이었다고 암시하였는 데 그는 변덕스러우며 셀틱스의 전통을 제외한 여러것을 받아들일 수 없었다고 말하였다.  아무 이벤트에서 직무를 위한 그의 열광은 1976년~77년 자신의 4번째 시즌 후에 이지러지고 그는 팀을 떠났다.
반어적으로 레니 윌킨스 2년 후에 슈퍼소닉스를 챔피언십으로 지도하여 러셀이 비성공적으로 자신의 선수들에 스며들게 하는 데 시도한 같은 팀의 개념을 설교하였다.  자신이 슈퍼소닉스를 떠난 지 10년 후에 러셀은 1987년~88년 시즌에 새크라멘토 킹스의 총감독으로서 제리 레이놀즈를 대체하였다.  팀은 17 승 41 패의 기록으로 자신을 잃고, 러셀은 중반 시즌에 떠났다.

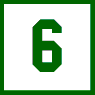
보스턴 셀틱스에 의하여 영구 결번된 러셀의 등번호 6

## 영예
다른 노력들에서 러셀의 일관된 성공의 부족은 농구 역사상 그의 자리를 감소하지 않았고, 그는 그 세월에 포스트 경력의 명예들의 부족액을 가지지 않았다. 1970년 그는 NBA 25주년 올타임 팀에 임명되었다. 1974년 러셀은 네이스미스 농구 명예의 전당으로 헌액되었다. 1980년 그는 NBA 35주년 올타임 팀으로 임명되었다. 동년에 그는 미국 프로 농구 작가 협회에 의하여 NBA 역사상 거대한 선수로 투표되었다.
2010년 버락 오바마 미국 대통령은 아프리카계 미국인 인권 운동에 기여한 그의 공로를 인정해 대통령 자유 훈장을 수여했다.